# Jean Caeluwaert
 (décembre 2018).
Jean Caeluwaert, né à Marchienne-au-Pont (Charleroi) le 12 juin 1846 et mort à Roux (Charleroi) le 18 novembre 1918, est un ouvrier mineur, homme politique belge, wallon et socialiste. Jean Caeluwaert a été Grand Maître de la Chevalerie du travail et député socialiste de Charleroi.

## Biographie
Jean Caeluwaert est né en plein cœur du bassin minier de Charleroi, il est le premier enfant de Joseph Caluwaert, batelier né à Bazel d'une famille originaire de Temse en Flandre-Orientale, et d'Anne Halleux, son épouse en troisièmes noces, originaire d'Orsmaal-Gussenhoven en Brabant-Flamand. L'orthographe de son patronyme varie, Jean utilisait comme signature Callewaert, il est d'ailleurs parfois mentionné ainsi dans la presse de l'époque ainsi que dans certains actes de l'état civil de Roux.
Dès l'âge de 9 ans, il s'occupe du déchargement du minerai de fer des péniches le long de la Sambre, il travaille ensuite comme aide-mouleur dans une fonderie. À l'âge de 12 ans, il est engagé comme ramasseur de pierres au charbonnage du Rivage du Nord de Charleroi à Roux. Il travaille ensuite comme chargeur aux tailles au charbonnage de Rochelle et Charnois à Roux puis au charbonnage d'Amercoeur. À l'âge de 15 ans, il est ouvrier à veine puis coupeur de voies au charbonnage de Sacré-Madame.
Son engagement en politique débute en 1867 lorsqu'il rejoint l'Association internationale des travailleurs. L'année suivante, il est élu délégué par les travailleurs lors d'une grève qui éclate au charbonnage de Monceau-Fontaine. Il est arrêté comme chef de bande et fera quelques jours de prison préventive avant d'être relâché.
En 1881, il est l'un des fondateurs de l'association libérale progressiste de Roux dont il reste membre jusque 1887. En mai 1885, il fonde l'union des mineurs Eureka de Jumet-Gohyssart au sein des Chevaliers du Travail. En novembre 1886, éclate la grève des mineurs au charbonnage d'Amercoeur qui va durer sans succès plus de trois mois. Il participe à la grande enquête sur le travail qui fait suite à la grève belge de 1886 ou révolte sociale de 1886.
De 1888 à 1892, il va organiser à Charleroi et en Basse-Sambre une soixante d'organisations ouvrières, dès 1888 il réclame le passage à la journée de 8 heures de présence pour les ouvriers-mineurs, la même année il est élu en septembre au Conseil des prud'hommes de Charleroi. 
En 1889, il institue l'assemblée générale (assemblée d'Etat) des Chevalerie du travail belges dont il est élu « travailleur en chef général ». Début 1890, il fonde l'association libérale démocratique de Charleroi avec Jules Bufquin des Essarts, il est, sans succès, candidat aux élections législatives du 10 juin 1890 comme candidat soutenant l'instauration du suffrage universel. Rejoignant la fédération démocratique rassemblant presque tous les progressistes de la région de Charleroi, il est élu, au second tour, en octobre 1894 député de l'arrondissement électoral de Charleroi, mandat qu'il exercera jusqu'à son décès.
Il est longtemps la figure dominante du syndicat des mineurs de Charleroi, l'influence des Chevaliers du Travail restant prépondérante parmi les mineurs carolos jusqu'au début du XXe siècle, ce n'est qu'à partir de cette époque que la Chevalerie du travail accepte de lier son sort à celui de la Commission syndicale du Parti ouvrier belge tout en veillant jalousement sur son autonomie.
Bien que député du POB, Caeluwaert n'a pas toujours des relations très aisées avec son parti, il se voyait avant tout comme un mineur-député représentant les intérêts de sa classe, notamment par le biais de diverses propositions de loi sur les maladies professionnelles spécifiques des mineurs. Caeluwaert est en outre actif au sein du syndicalisme minier au niveau international, notamment au sein du Congrès et Comité international des Mineurs jusqu'à la Première Guerre mondiale.
Au niveau local, Jean Caeluwaert est élu conseiller communal de Roux en octobre 1907 sur la liste du cartel socialiste-libéral progressiste, il devient échevin de la même commune en 1912.
Pour Florence Loriaux, Jean Caeluwaert a défendu « toute sa vie les travailleurs et plus spécifiquement les mineurs, une corporation particulière au sein de la classe ouvrière à laquelle il a appartenu longtemps et à qui il a apporté toute son énergie combative pour améliorer le sort de ceux qu’il n’hésitait pas à appeler les « esclaves modernes » ».